# Prima Aliyah
La Prima Aliyah (detta anche "l'Aliyah dei Contadini") è stata la prima ondata moderna dell'Aliyah sionista.
Gli ebrei immigrati nel Mutasarrifato di Gerusalemme e nella Vilayet di Beirut, corrispondenti grossomodo alla regione della Palestina, provenivano prevalentemente dall'Europa dell'est e dallo Yemen.
Quest'ondata di migrazione cominciò negli anni 1881-1882 e terminò intorno al 1903. In questo periodo circa 25.000-35.000 ebrei immigrarono nella Siria ottomana.
Contrariamente alla precedente storia di immigrazione ebraica nella regione, che vedeva principalmente piccoli gruppi di persone animati da motivi religiosi e senza obiettivi pratici in mente, questa Aliyah fa parte della storia del sionismo, il vasto movimento volto all'istituzione di uno Stato ebraico.